# Врховни суд Руске Федерације
Врховни суд Руске Федерације (рус. Верховный суд Российской Федерации) — највиши судски орган за грађанске послове, решавање економских спорова, кривичне, административне и друге случајеве, судске судове опште јурисдикције и арбитражне судове формиране у складу са савезним уставним законом и који врше судску власт путем грађанског, арбитражног, административног и кривичног поступка, а такође врши у федерално предвиђеним процедуралним облицима судски надзор над активностима судова опште јурисдикције и арбитражних судова и даје појашњења о питањима судске праксе.
Налази се у бившој згради Врховног Суда СССР-а у Москви.
Непосредно је виши суд над федералним судовима опште надлежности и федералним арбитражним судовима.
Правни статус Врховног суда Руске Федерације, који је постојао од усвајања Устава Руске Федерације од 12. децембра 1993.године, када је био највиша инстанција у систему федералних судова опште јурисдикције, изменио је председник Руске Федерације, који је 5. фебруара 2014. године потписао закон № 2-ФКЗ О амандману на Устав Руске Федерације "О Врховном суду Руске Федерације и прокуратури Руске Федерације". На основу овог закона, Врховни и виши арбитражни судови Руске Федерације су се ујединили у нови орган који је њихов правонаследник, Врховни суд Руске Федерације, који од тренутка почетка свог рада не припада систему федералних судова опште юрисдикције.
Према члану 22 ФУЗ "О Врховном суду Руске Федерације", место сталног боравка Врховног суда Руске Федерације је град Санкт Петербург, али ова одредба ступа на снагу од датума почетка вршења овлашћења Врховног суда Руске Федерације у овом граду, коју утврђује председник Руске Федерације у договору са Врховним судом Руске Федерације. Пре почетка наведеног датума, Врховни суд Руске Федерације врши своје овлашћења у граду Москви.
Правно лице са посебним организационо-правним обликом

## Надлежност
Врховни суд Руске Федерације одлучује о ванредним правним средствима (рус. суд надзорной инстанции), али и као апелациони и касациони суд. Такође, може одлучивати и као првостепени суд.
Врховни суд има право предлагања закона из своје надлежности. Овлашћен је и да покреће поступак пред Уставним судом Руске Федерације.
Надлежност Врховног суда је ближе уређена Федералним уставним законом о Врховном суду Руске Федерације (2014).

## Састав
Врховни суд се састоји из 170 судија. Своје надлежности остварује кроз:
- Пленум (рус. Пленум);
- Предсједништво (рус. Президиум);
- Апелационо одјељење;
- Управно одјељење;
- Грађанско одјељење;
- Кривично одјељење;
- Привредно одјељење;
- Војно одјељење;
- Дисциплинско одјељење (рус. Дисциплинарная коллегия).

Осим тога, постоје аппарат Врховног суда Руске Федерације и Научно-консултативни савет при Врховном суду Руске Федерације.
Такође постоји судски департамент при Врховном суду Руске Федерације ведомство за обезбеђивање активности нижих судова опште јурисдикције, подређено председнику Врховног суда Руске Федерације и Савету судија Руске Федерације.
Судије Врховног суда именује Савјет Федерације на предлог предсједника Руске Федерације. Врховни суд има предсједника, првог замјеника предсједника и замјенике предсједника — предсједнике судских одјељења. Врховни суд суди у вијећу или као судија појединац.